# 뢰브섄 바이라모프
뢰브섄 잰내트 오글루 바이라모프(아제르바이잔어: Rövşən Cənnət oğlu Bayramov, 1991년 10월 21일~)는 아제르바이잔의 레슬링 선수이다. 2008년과 2012년 하계 올림픽에서 남자 그레로코만형 밴텀급 은메달을 획득했다. 또한 2011년 대회에서 획득한 금메달을 포함하여 세계 선수권 대회에서 메달 4개를 획득했고 유럽 선수권 대회에서 금메달 2개, 동메달 1개를 획득했다.